# كريمة الصقلي
كريمة الصقلي (14 مارس 1963) مطربة مغربية، لقبت ب «سيدة الغناء الصوفي»، اشتهرت بقدرتها على اتقان مختلف المقامات اللحنية وأدائها المتميز على أهم مسارح العالم، خاصة مهرجانات الثقافة والموسيقى العريقة والتقليدية العربية في كل أقطار العالم.
وُلدت بالدار البيضاء حيث تابعت دراستها الابتدائية والاعدادية والثانوية، وبعد زواجها غادرت إلى مدينة مراكش سنة 1983، وهناك التحقت بالمعهد الموسيقي لدراسة الصولفيج والبيانو والعود.

## حياتها الفنية
اكتشفت كريمة الصقلي صوتها الطربي وهي في التاسعة من العمر، إلا أن ذلك بقي حبيس المنزل نظرا لتقاليد أسرتها المحافظة. وفي سنة 1994 شاركت ببرنامج Musika بالتلفزة الوطنية المغربية وحصلت به على جائزة الامتياز.
في العام 1998 سجلت الصقلي أولى أغانيها «ظلال» و«العشاق» كلمات عبد الرفيع جواهري وألحان سعيد الشرايبي، وسطع نجمها عام 1999 بمهرجان ومؤتمر الموسيقى العربية حين وقفت على مسرح دار الأوبرا المصرية في القاهرة، وأطربت المستمعين بأدائها المتميز والحديث، لتتوالى مشاركاتها في المهرجانات المحلية والعربية والعالمية، بكل من أوروبا، الولايات المتحدة الأمريكية، الشرق الأوسط والمغرب العربي رفقة كبرى الأوركسترات وكبار العازفين العرب والعالميين، لتثمر مسيرتها سلسلة من الاغاني والألبومات المتنوعة بالإضافة للعديد من التكريمات المرموقة.

## محطات بارزة[2]
- دار أوبرا القاهرة[3]
- بيت الدين لبنان[4]
- جامعة كاليفورنيا UCLA لوس انجلوس
- متحف سميثسونيان واشنطن
- مسرح Max Fisher ديترويت ميشيغان
- مسرح داوني، لوس انجلوس
- جامعة السربون باريس
- مسرح قصر الانيسكو بيروت[5]
- قصر العظم ودار الأوبرا دمشق[6][7]
- قصر سرسق لبنان
- كتارا قطر
- مهرجان المدينة، حمامات وحلق الواد تونس
- انغام من الشرق دبي
- الفنون الجميلة بروكسل[8]
- مركز الباربيكان لندن[9]
- سبوليتو إيطاليا
- لاهاي هولندا[10]
- متحف الموسيقى براغ[11]
- مسرح قصر الثقافة الملكي عمان الأردن
- مهرجان الموسيقى العريقة فاس
- الثقافة الصوفية فاس
- مهرجان موازين الرباط
- مسرح محمد الخامس الرباط
- أمستردام وروتردام
- تيميتار أڭادير
- ربيع الثقافة وصيف البحرين[12]
- بلدية فيينا
- قرطاج تونس
- مسرح مؤسسة سلطان بن علي العويس الثقافية - دبي[13]
- المسرح الرئيسي في مركز الحسين الثقافي عمان الأردن
- الإسيسكو الرباط
- مركز سان لويس روما إيطاليا
- سراييفو البوسنة
- الأوبرا الملكية سلطنة عمان
- فِنْلَنْدَا
- الهند والنبال
- معبد الكرنك الأقصر[14]
- كندا[15]

- مدينة الاعلام المصرية

## بعض أهم الحوارات واللقاءات التلفزية والإذاعية
- 2M - Mais encore - حميد برادة
- خليك بالبيت - زاهي وهبي
- احلا الناس - زاهي وهبي
- بيت القصيد – قناة الميادن - زاهي وهبي[16]
- حلو الكلام - دبي الأولى - بروين حبيب
- قناطر الليل – قناة مريم - الفنان غبريل عبد النور
- مشاريف – القناة الأولى - ياسين عدنان
- ثقافة بلا حدود – تيلي ماروك - غادة الصنهاجي
- ضيف ومسيرة - France 24 - عزيزة نايت سي بها[17]
- مباشرة مع – الجزيرة مباشر – هبة الغمراوي
- بيت ياسين – قناة الغد- ياسين عدنان[18]
- أهل الفن – ميدي 1 - حسام الدين نصر[19]
- FBM المواجهة - ميدي 1 - بلال مرميد[20]
- ع غير موجة – اذاعة صوت لبنان- كريستين حبيب
- نبش بالذاكرة – اذاعة مراكش الجهوية - انس الملحوني
- كافيه شو – مونت كارلو الدولية - غادة الخليل[21]
- مدارات – إذاعة جدة - الدكتور زيد الفضيل
- لمة اف ام – إذاعة تطاوين- مجيد حداد
- طرب – إذاعة مونت كارلو الدولية – عبير نصراوي[22]
- الشرق اليوم – اذاعة الشرق لبنان- ماجدة داغر
- طرب – إذاعة مونت كارلو الدولية – عاطف علي صالح
- العربي اليوم – التلفزيون العربي
- صباح الخير يا عرب - MBC 1 - لجين عمران
- المجلة شو – قناة الحرة

## الجوائز والتكريمات
تتويجا لإبداع الفنانة كريمة الصقلي وعطائها الفني، تم توشيحها بمجموعة من الجوائز والتكريمات في محافل مختلفة من بينها:
- تكريم بجمعية الأطلس الكبير بمراكش
- وشاح «خميسة» عن فئة الثقافة والفن
- درع التتويج الشرفي من بين ست نساء مبدعات بتظاهرة «مسارات نسائية»[23]
- تتويج من طرف مؤسسة سيدي مشيش العلمي بالميدالية الذهبية للاستحقاق للجنة الوطنية للموسيقى عضو اليونسكو
- تكريم مؤسسة السلطان بن علي العويس الثقافية بدبي
- تكريم وزارة الثقافة بلبنان
- تكريم المعهد العالي للموسيقى ببيروت
- ضيفة شرف باليوم العالمي للمرأة في الإسكوا ببيروت
- تكريم بمهرجان الإسكندرية الدولي للفليم[24]
- تكريم دار أوبرا القاهرة
- تكريم المجمع العربي بعمان
- تكريم من بلدية لوس انجلوس[25]
- تكريم اركسترا MESTO
- تكريم جمعية فلسطينية بحامعة كاليفورنيا UCLA
- ضيفة شرف لتكريم الفنانة الراحلة أسمهان بمعهد العالم العربي بباريس
- تكريم بمهرجان تاصميت الرابع للسينما والنقد ببني ملال[26]
- ضيفة شرف بالدورة الخامسة للإحتفاء باليوم العالمي للمرأة بمجمع Technopark
- تكريم بالمهرجان الدولي للحكاية والفنون الشعبية بزاكورة
- تكريم من طرف جمعية فاس سايس بالدار البيضاء
- تكريم بالدورة الخامسة للربيع الثقافي الجامعي للطالب من تنظيم جامعة محمد الخامس بالرباط
- تكريم بالمهرجان الدولي للشعر بالناظور
- تكريم من منظمة الشباب الأفارقة "OJA" بمناسبة العالمي للمرأة بالمعهد الاسباني بطنجة
- تكريم بالمركز الدولي للتطوير المهني بشراكة مع وزارة الشباب والرياضة ووزارة الثقافة بمدينة فاس
- تكريم بالدورة الخامسة لمهرجان بن مشيش بمسرح محمد الخامس بالرباط
- تكريم الشركة المغربية للتلفزيون من خلال برنامج متالقات

كما تم اختيارها عرابة لمجموعة من الجمعيات الوطنية والدولية

## المشاركة كعضوة في لجنة التحكيم
- عضو لجنة تحكيم دورتين لجائزة الحسن الثاني للبيئة بوزارة السكنى والتعمير والبيئة صنف الثقافة
- عضو لجنة تحكيم المهرجان الوطني للفيلم بطنجة[27]

## ألبومات
| اسم الألبوم                                     | أغاني الألبوم | الشاعر                                                                    | الملحن        |
| ----------------------------------------------- | --- | ------------------------------------------------------------------------- | ------------- |
| سنة وكتاب - إنتاج: Agharid Prod                 | - الله يا مولانا - أطفالنا - يا ربي يا فتاح - مبروك رمضان - متضامنين - الغالية - المعشوق - المضيوم - مول القدرة - بيت الرحمن        | محمد حساين                                                                | فتاح النكادي  |
| وصلة - Label: Institut du Monde Arabe           | - موشح الروح بحبكم - طقطوقة حبينا - دور دمع المحبوب - طقوقة ديو غني يا فنان - معزوفة لونجة - معزوفة سماعي                           | آدم فتحي                                                                  | لطفي بوشناق   |
| الحب الشريف                                     | - زدني بفرك الحب - شمس الهوى - لا اله الا الله - مقدمة ترجمان الأشواق - موال صفية - الجلالة "سماع مغربي" - فجر المعارف "سماع مغربي" | - ابن الفارض - ابن عربي - أبو الحسن الششتري                               | رشيد زروال    |
| ليلى - بدعم وزارة الثقافة - توزيع رشيد الركراكي | - الهوى راشقي - سلبت ليلى - حبك قد أرقني - هل لداعيك مجيب - أكاتم وجدي                                                              | - ابن عربي - أبو الحسن الششتري - ذو النون المصري - ابن زيدون - ابن الضحاك | سعيد الشرايبي |

## أغاني
| اسم الأغنية                    | كلمات                   | ألحان                |
| ------------------------------ | ----------------------- | -------------------- |
| ظلال                           | عبد الرفيع جواهري       | سعيد الشرايبي        |
| العشاق                         | عبد الرفيع جواهري       | سعيد الشرايبي        |
| خبئ الشمس                      | عبد الرفيع جواهري       | عزيز حسني            |
| طفولة حجر                      | عبد الرفيع جواهري       | عبد العاطي آمنة      |
| أغار                           | الدكتور عبد العزيز خوجة | نعمان لحلو           |
| بدون استئذان                   | محمد الباتولي           | نعمان لحلو           |
| نداء أسير                      | مصطفى الطالبي           | الحراق وكريم السلاوي |
| درة الأوطان                    | محمد أبو القاسم         | محمد الزيات          |
| أزيلال "سيدة الأعالي "         | خديجة برعو              | رشيد زروال           |
| مانو يما                       | موحى ملال               | موحى ملال            |
| سراب "ديو رفقة إبراهيم بركات"  | سيد حسني                | سيد حسني             |
| المغرب لبنان ديو مع مروان خوري | مروان خوري              | مروان خوري           |

## في مجال التمثيل
- مشاركة بفيلم ملائكة الشيطان للمخرج أحمد بولان
- غناء بفيلم السر المطروز للمخرج عمر الشرايبي

## أهم التظاهرات والأعمال الخيرية
- قافلة طبية لجراحة العيون مع جمعية بصر لعلاج داء السد زاكورة[46]
- حفل لفائدة جمعية جيل زين للتوعية والتحسيس بمخاطر المخدرات مراكش[47]
- جمعية مساندة مرضى مؤسسات الصحة العمومية الرباط[48]
- جمعية الأيادي الواعدة عمان[49]
- «أيام فلسطينية تضامنية» من تنظيم جمعية حضور دائم بمسرح محمد الخامس الرباط
- سهرة لمحاربة داء السيدا بقصر الأنوار طنجة
- حفل فني لدعم تعليم الفتاة القروية الرباط
- تظاهرة اجتماعية فنية لتشجيع تمدرس الفتاة القروية إفران
- حفل فني مع جمعية الإحسان باستديو الفنون الحية الدار البيضاء
- سهرة لمساندة العائلة الفلسطينية عمان
- حفل بريالطو من أجل فلسطين
- الحفل السنوي الخاص باكتشاف الأصوات الجميلة بمدينة ميرو فرنسا[50]

- عرض وزيارة لفائدة مركز سرطان الأطفال لبنان[51]

- حفل لفائدة ليونس مراكش
- حفل لفائدة روتاري الدار البيضاء
- سهرة فنية لفائدة تعميم التمدرس القبلي بالعالم القروي لفائدة روتاري ماجوريل مراكش[52]
- حفل لفائدة جمعية لالى حسناء لرعاية الطفولة
- حفل خيري لفائدة مرضى الروماتيزم الدار البيضاء[53]
- حفل لفائدة الأيادي البيضاء بالرياض
- عمل جمعوي «رضا» أكادير
- حفل لفائدة جمعية سرطان الأطفال الرباط
- حفل لفائدة جمعية سرطان الثدي الرباط
- حفل لفائدة جمعية أنكولوجي الرباط
- حفل لفائدة جمعية سرطان الثدي الدار البيضاء
- حفل فني لفائدة جمعية بفاس

## روابط خارجية
- كريمة الصقلي على موقع ميوزك برينز (الإنجليزية)
- كريمة الصقلي على موقع ديسكوغز (الإنجليزية)
- karimaskalliofficial على موقع soundcloud
- كريمة الصقلي على موقع Anghami
- karimaskalli على موقع Apple
- كريمة الصقلي علة موقع Spotify
- كريمة الصقلي على موقع Spotify
- كريمة الصقلي على موقع Apple Music
- كريمة الصقلي على موقع Boomplay
- كريمة الصقلي على موقع Shazam
- كريمة الصقلي على موقع Deezer